# 日英修好通商条約
日英修好通商条約（にちえいしゅうこうつうしょうじょうやく、英: Treaty of peace, friendship and commerce, between
Her Majesty and His Majesty the Tycoon of Japan）は、日本時間1858年8月26日（安政5年7月18日）、イギリス代表のエルギン伯爵ジェイムズ・ブルースと江戸幕府の間に調印された日英両国の通商に関する条約。日本が結んでいた不平等条約の一つである。日本時間1859年7月11日（安政6年6月12日）に江戸幕府第14代将軍・徳川家茂の署名（「源家茂」）と「経文緯武」と篆刻された銀印の押印を以って批准した。
この条約の締結により日本と英国との外交関係開設および交流開始の基礎が築かれた。

## 主な内容
1. 江戸に在日英国代表設置
2. 条約港の設定（函館、神奈川と長崎の開港、1859年7月1日から）
3. 英国人の1862年1月1日から江戸への居住を許可

当時の名称は「日本國大不列顛國修好通商條約（安政5年戊午7月18日西暦1858年第8月26日於江戸調印同6年己未6月12日西暦1859年第7月11日於同書批准書交換）」。全24条から成り、法令全書注釈によればイギリス代表の肩書は「Peer of United Kingdom and Knight of Most Ancient and Noble Order of the Thistle Right Honourable Earl of Elgin and Kincardine」。

## 日本側実務担当者
岩瀬忠震、井上清直、永井尚志、堀利煕、水野忠徳、付津田正路、森山多吉郎（通訳）ら。この7人については、イギリス側使節団が写真撮影をしており映像の記録として残されている。イギリスでは、この写真が発見された際に「江戸を撮影した最古の写真」として報道された（日本最古の写真は日本写真史を参照のこと）。

## その他
- 1998年には条約締結140周年を記念して「英国祭98」のイベントが各地で催された。
- 2008年には日英外交関係開設150周年を記念して「UK-JAPAN2008」の文化交流事業が日英両国で展開された[3]。

### 当時の記録の日本語訳
- 『英国公使館員の維新戦争見聞記』ローレンス・オリファント、中須賀哲朗訳、校倉書房、1981年。他はウィリアム・ウィリスの記録
- 『オズボーン 日本への航海』 島田ゆり子訳、「新異国叢書 第Ⅲ輯4」雄松堂出版、2002年
- 『日本の断章　江戸絵師に見る歴史と旅』山本秀峰編訳、露蘭堂、2022年

各・調印使節団の随行記、著者シェラード・オズボーンは英国海軍士官で、フューリアス号（旗艦）艦長。